# Institut occitan Aquitaine
 (août 2018).
L'Institut occitan (officiellement Institut occitan (InOc) Aquitaine) est un organisme fondé en 1996 à l'initiative du Conseil général des Pyrénées-Atlantiques pour défendre et promouvoir la langue régionale dans le département. Il a étendu son champ d'action à la région Aquitaine, devenant en 2001 l'opérateur régional pour la langue et la culture occitanes. En 2014, il est labellisé ethnopôle par le ministère de la Culture qui reconnaît et valorise ainsi ses compétences en matière de patrimoine culturel immatériel et d'ethnomusicologie de la France. Depuis 2016, il étend son activité à la Nouvelle-Aquitaine.
L’Institut occitan d’Aquitaine (InÒc), de Billère, et le (Centre interrégional de recherche et de documentation de l'occitan)/Centre inter-régional de développement de l'occitan - Mediatèca occitana (CIRDÒC), de Béziers, devraient fusionner en un seul et même organisme, dans le premier semestre de 2018. 